# Budo-Worobji
Budo-Worobji (ukr. Будо-Вороб'ї) – wieś na Ukrainie, w obwodzie żytomierskim, w rejonie korosteńskim, w hromadzie Malin. W 2001 liczyła 299 mieszkańców, spośród których 290 wskazało jako ojczysty język ukraiński, 9 rosyjski, a 1 białoruski.